# HMS Nonpareil (G16)
«Нонперейл» (G16) (англ. Nonpareil (G16), укр. Незрівнянний) — військовий корабель, ескадрений міноносець типу «N» Королівських військово-морського флотів Великої Британії та Нідерландів за часів Другої світової війни, а в післявоєнний час у складі ВМС Індонезії.

## Історія створення
«Нонперейл» був закладений 22 травня 1940 року на верфі компанії William Denny and Brothers, Дамбартон. 30 жовтня 1942 року увійшов до складу Королівських ВМС Нідерландів.

## Історія служби
6 травня 1942 року корабель розпочав ходові випробування, з 27 травня офіційно залічений до голландських ВМС, як «Тьорк Гіддес», й уведений до складу 7-ї флотилії есмінців Східного флоту Британських ВМС. У липні 1942 вийшов разом з військовим ескортом конвою WS21P з Клайду до Індійського океану. 20 серпня есмінець разом з «Непалом» перейшов до Кіліндіні в Кенії. У вересні брав участь в окупації Французького Мадагаскару. Разом з «Ван Гален» залучалися до охорони британського авіаносця «Іластріас».
26-27 вересня «Тьорк Гіддес» повернувся до морського порту Кіліндіні для виконання завдань ескортування та конвоювання в Індійському океанові, які тривали до січня 1944 року. У грудні 1942 залучався до складу трьох місії з евакуації союзних військ та цивільного населення з Тимору.
З 18 до 24 лютого 1943, разом з однойменним есмінцем «Ван Гален» та крейсерами австралійським «Аделаїда» і голландським «Тромп» брав участь в операції «Памфлет», з перевезення 9-ї австралійської дивізії з Близького Сходу до Австралії, у зв'язку із загрозою японського вторгнення на континент.
У січні 1944 переведений до Східного флоту, прибув до Тринкомалі у лютому, де приєднався до 7-ї флотилії есмінців, котра діяла в Індійському океані.
З 22 до 25 березня 1944 бойовий корабель залучався до проведення практичного бойового навчання з дозаправлення американського ударного авіаносця «Саратога», де брала участь значна кількість кораблів союзного флоту.
У жовтні «Тьорк Гіддес» повернувся до Британських островів, де увійшов до 8-ї флотилії есмінців в Плимуті для проведення ескортних операцій на «Південно-західних підступах» до країни.
З травня до серпні 1945 перебував на ремонті в Данді.
Після завершення війни «Тьорк Гіддес» переведений до Голландської Ост-Індії, де продовжив службу. В 1951 році виведений зі складу флоту Нідерландів та переданий щойно створеним військово-морським силам Індонезії.